# Kabinett Jones I
Das Kabinett Morgan IV war die sechste Regierung von Wales. Sie erfolgte auf den Rücktritt von First Minister Rhodri Morgan. Sie amtierte vom 10. Dezember 2009 bis zum 11. Mai 2011 und war eine Koalitionsregierung der Welsh Labour Party mit Plaid Cymru.

## Kabinett

### Minister
| Amt                                                           | Bild | Name             | Partei      | Partei      | Amtszeit  |
| ------------------------------------------------------------- | ---- | ---------------- | ----------- | ----------- | --------- |
| First Minister                                                |      | Carwyn Jones     |             | Labour      | 2009–2011 |
| Deputy First Minister                                         |      | Ieuan Wyn Jones  |             | Plaid Cymru | 2009–2011 |
| Minister für Wirtschaft und Transport                         |      | Ieuan Wyn Jones  |             | Plaid Cymru | 2009–2011 |
| Minister für Bildung, Weiterbildung und Jugend                |      | Leighton Andrews |             | Labour      | 2009–2011 |
| Minister für Umwelt, Nachhaltigkeit und ländliche Entwicklung |      | Jane Davidson    | Labour      | 2009–2011   |           |
| Minister für Finanzen und öffentlichen Dienst                 |      | Jane Hutt        | Labour      | 2009–2011   |           |
| Minister für Gesundheit und soziale Sicherung                 |      | Edwina Hart      | Labour      | 2009–2011   |           |
| Minister Erbschaften und Kultur                               |      | Alun Ffred Jones |             | Plaid Cymru | 2009–2011 |
| Minister für den ländlichen Raum                              |      | Elin Jones       | Plaid Cymru | 2009–2011   |           |
| Minister für soziale Gerechtigkeit und kommunal Verwaltung    |      | Carl Sargeant    |             | Labour      | 2009–2011 |
| Kabinettsmitglied mit beratender Stimme                       |      |                  |             |             |           |
| Attorney General                                              |      | John Griffiths   |             | Labour      | 2009–2011 |
| Whip                                                          |      | Janice Gregory   | Labour      | 2009–2011   |           |

### Vizeminister
| Amt                                                         | Name             | Name   | Partei      | Amtszeit  |
| ----------------------------------------------------------- | ---------------- | ------ | ----------- | --------- |
| Stellvertretender Minister für Kinder                       | Huw Lewis        |        | Labour      | 2009–2011 |
| Stellvertretender Minister für Wissenschaft und Fähigkeiten | Lesley Griffiths | Labour | 2009–2011   |           |
| Stellvertretender Minister für Wohnen und Erholung          | Jocelyn Davies   |        | Plaid Cymru | 2009–2011 |
| Stellvertretender Minister für soziale Dienste              | Gwenda Thomas    |        | Labour      | 2009–2011 |